# Jérôme Thiesson
Jérôme Thiesson (Zürich, Suiza; 6 de agosto de 1987) es un futbolista suizo de origen francés. Juega como defensor y su equipo actual es el FC Rapperswil-Jona de la Challenge League de Suiza.

## Selección
Ha sido internacional con la selección Sub-21 en 9 ocasiones y con la selección Sub-20 en 9 ocasiones.

## Clubes
| Club               | País           | Año             |
| ------------------ | -------------- | --------------- |
| FC Zürich          | Suiza          | 2006 - 2007     |
| FC Wil 1900        | Suiza          | 2007 - 2008     |
| AC Bellinzona      | Suiza          | 2008 - 2011     |
| FC Luzern          | Suiza          | 2011 - 2017     |
| Minnesota United   | Estados Unidos | 2017 - 2018     |
| FC Rapperswil-Jona | Suiza          | 2019 - presente |